# Córrego Pé de Moleque
Der Córrego Pé de Moleque ist ein etwa 15 km langer rechter Nebenfluss des Rio Piquiri im Westen des brasilianischen Bundesstaats Paraná.

## Etymologie und Geschichte
Der Begriff Moleque wird in Brasilien mit der Bedeutung Lausbub benutzt. Pé de Moleque heißt somit wörtlich Bubenfuß. Damit wird eine Süßigkeit bezeichnet, die aus gerösteten Erdnüssen und getrockneter Melasse gefertigt wird. Pé de Moleque ist im südlichen Brasilien beliebt.

## Geografie

### Lage
Das Einzugsgebiet des Córrego Pé de Moleque befindet sich auf dem Terceiro Planalto Paranaense (Dritte oder Guarapuava-Hochebene von Paraná).

### Verlauf
Sein Quellgebiet liegt im Munizip Francisco Alves auf 306 m Meereshöhe im Oaten des Stadtgebiets.
Der Fluss verläuft in südwestlicher Richtung zunächst parallel zur PR-182 und wendet sich dann nach Westen. Er mündet auf 228 m Höhe von rechts in den Rio Piquiri. Er ist etwa 15 km lang.

### Munizipien im Einzugsgebiet
Der Córrego Pé de Moleque fließt vollständig innerhalb des Munizips Francisco Alves.